# Milano-Sanremo 1989
La Milano-Sanremo 1989, ottantesima edizione della corsa e valida come evento d'apertura della Coppa del mondo di ciclismo su strada 1989, fu disputata il 18 marzo 1989, per un percorso totale di 294 km. Fu vinta dal francese Laurent Fignon che si confermò dopo la vittoria dell'anno prima, al traguardo con il tempo di 7h08'19" alla media di 41.184 km/h.
Partenza a Milano con 207 corridori di cui 116 portarono a termine il percorso.

## Resoconto degli eventi
Gruppetto dei migliori compatto fino alla pianura prima del Poggio, quando cercò e trovò un allungo Laurent Fignon che alla fine risultò decisivo, si mise alla sua ruota solo l'olandese Frans Maassen.
I due riuscirono a guadagnare 15 secondi prima del Poggio, poi sull'ultima salita si scatenò il francese e creò il vantaggio che amministrò fino alla fine, grazie anche ad una caduta di massa che bloccò gli inseguitori.
La volata del gruppo fu regolata da Adriano Baffi che nella caduta di gruppo sbatté contro un muretto provocandosi una ferita al braccio.

## Ordine d'arrivo (Top 10)
| Pos. | Corridore           | Squadra      | Tempo    |
| ---- | ------------------- | ------------ | -------- |
| 1    | Laurent Fignon      | Super U      | 7h08'19" |
| 2    | Frans Maassen       | Superconfex  | a 7"     |
| 3    | Adriano Baffi       | Ariostea     | a 30"    |
| 4    | Ronan Pensec        | Z-Peugeot    | s.t.     |
| 5    | Sean Kelly          | PDM-Ultima   | s.t.     |
| 6    | Danilo Gioia        | Atala        | s.t.     |
| 7    | Rudy Dhaenens       | PDM-Ultima   | s.t.     |
| 8    | Gérard Rué          | Super U      | s.t.     |
| 9    | Giuseppe Calcaterra | Atala        | s.t.     |
| 10   | Étienne De Wilde    | Histor-Sigma | s.t.     |